# Łępin
Pour les articles homonymes, voir Łępin.
Łępin (prononciation : [xruɕˈt͡ɕexuf]) est un village polonais de la gmina de Stara Błotnica dans le powiat de Białobrzegi de la voïvodie de Mazovie dans le centre-est de la Pologne.
Il se situe à environ 15 km au sud de Białobrzegi (siège du powiat) et à 78 km au sud de Varsovie (capitale de la Pologne).
Le village possède une population de 148 habitants en 2006.

## Histoire
De 1975 à 1998, le village appartenait administrativement à la voïvodie de Radom.